# آرنو کالیموندو
آرنو کالیموندو (انگلیسی: Arnaud Kalimuendo؛ زادهٔ ۲۰ ژانویهٔ ۲۰۰۲) بازیکن فوتبال اهل فرانسه است.
از باشگاه‌هایی که در آن بازی کرده‌است می‌توان به اشاره کرد.
وی همچنین در تیم‌های ملی فوتبال تیم ملی فوتبال زیر ۱۶ سال فرانسه، زیر ۱۷ سال فرانسه، و زیر ۲۱ سال فرانسه بازی کرده‌است.